# Вторая лига Беларуси по футболу 2020
Вторая лига Беларуси по футболу 2020 — 30-е первенство среди белорусских команд Второй лиги, которое проводилось с 18 апреля по 21 ноября 2020 года. Путёвки в Первую лигу получили «Днепр-Могилёв», петриковский «Шахтёр» и ФК «Барановичи».

## Регламент
Первенство Беларуси среди команд Второй лиги прошло в 2 этапа (групповой и финальный) с участием 22-х команд.
На групповом этапе команды поделились по территориальному признаку на 2 дивизиона по 11 команд в каждом, где проводили матчи по принципу «каждый с каждым» в 2 круга (на своём и чужом полях).
В финальном этапе команды дивизиона Э. Малофеева, занявшие места с 1-го по 3-е по итогам группового этапа, играли с командами дивизиона С. Алейникова, занявшими места с 1-го по 3-е по итогам группового этапа, по принципу «каждый с каждым» в 2 круга (на своём и чужом полях), разыгрывая итоговые места с 1-го по 6-е. При этом набранные на групповом этапе очки в играх между данными командами сохранялись в финальном этапе.
Команды обоих дивизионов, занявшие места с 4-го и ниже по итогам группового этапа, играли между собой по 2 стыковых матча (на своём и чужом полях) по схеме А4 — Б4; А5 — Б5 и т.д., определяя итоговые места с 7-го и ниже.
Решением АБФФ матчи 16-го и 17-го тура проходили без зрителей.

## Изменения по сравнению с предыдущим сезоном
Клубы, вышедшие в Первую лигу по итогам сезона 2019:
- «Арсенал» (Дзержинск) — 1-е место во Второй лиге сезона 2019.
- «Ошмяны-БГУФК» — 2-е место во Второй лиге сезона 2019.

Клубы, покинувшие Вторую лигу по итогам сезона 2019:
- «Узда» — 7-е место во Второй лиге сезона 2019, отказ от участия.
- «Белшина»-2 (Бобруйск) — 10-е место во Второй лиге сезона 2019, преобразована в дубль «Белшины».

Клубы, выбывшие из Первой лиги по итогам сезона 2019:
- «Барановичи» — 15-е место в Первой лиге сезона 2019.

10 клубов, пополнивших Вторую лигу:
1. «Бумпром» (Гомель).
2. «Динамо-Брест-1960» (Малорита) — дебютант лиги.
3. «Днепр-Могилёв» — дебютант лиги, не являющийся правопреемником ФК «Днепр» и ФК «Дняпро».
4. «Днепр» (Рогачёв).
5. ФК «Жлобин».
6. ФК «Островец» — дебютант лиги.
7. «Первый регион» (Ковердяки) — дебютант лиги.
8. «Полоцк-2019» — дебютант лиги.
9. «Чайка» (Зельва) — дебютант лиги.
10. «Шахтёр» (Петриков) — дебютант лиги.

Переименования команд:
- Пинская ДЮСШ-3-«Стэнлес» изменила название на «Стэнлес».
- Столбцовский «Неман-Агро» изменил название на «Кронон».
- Житковичский ЮАС, снявшийся по ходу сезона 2019, изменил название на «Мелиоратор».

## Участники
| Дивизион          | Команда           | Город            | Стадион (вместимость)    | Тренер              | Капитан             |
| ----------------- | ----------------- | ---------------- | ------------------------ | ------------------- | ------------------- |
| Эдуарда Малофеева | Барановичи        | Барановичи       | «Локомотив» (3749)       | Андрей Хлебосолов   | Денис Домашевич     |
| Эдуарда Малофеева | БГУ               | Минск            | СОК «Олимпийский» (1530) | Алексей Фурса       | Алексей Батурин     |
| Эдуарда Малофеева | Динамо-Брест-1960 | Малорита         | Городской (2000)         | Евгений Троцюк      | Сергей Ковалюк      |
| Эдуарда Малофеева | Ивацевичи         | Ивацевичи        | «Кленовка-Арена» (1052)  | Дмитрий Милевский   | Дмитрий Петровский  |
| Эдуарда Малофеева | Кронон            | Столбцы          | «Юность» (650)           | Анатолий Комоско    | Павел Волчецкий     |
| Эдуарда Малофеева | Мелиоратор        | Житковичи        | Городской (700)          | Андрей Гарбар       | Александр Тимошишин |
| Эдуарда Малофеева | Молодечно-2018    | Молодечно        | Городской (4800)         | Сергей Дорохович    | Сергей Дрозд        |
| Эдуарда Малофеева | Островец          | Островец         | АСК «Стадион» (1008)     | Владас Мотека       | Станислав Тумкевич  |
| Эдуарда Малофеева | Первый регион     | Ковердяки        | ЦОР (???)                | Кирилл Кудей        | Валерьян Бирук      |
| Эдуарда Малофеева | Стэнлес           | Пинск            | «Академия футбола» (500) | Виктор Дорошенко    | Игорь Курган        |
| Эдуарда Малофеева | Чайка             | Зельва           | «Колос» (700)            | Станислав Путреша   | Александр Сидор     |
| Сергея Алейникова | Бумпром           | Гомель           | СДЮШОР-8 (1500)          | Кирилл Ященко       | Кирилл Ященко       |
| Сергея Алейникова | Виктория          | Марьина Горка    | Городской (2000)         | Андрей Хрипач       | Роман Бабаев        |
| Сергея Алейникова | Горки             | Горки            | «Спутник» (1512)         | Василий Ефименко    | Руслан Копанцов     |
| Сергея Алейникова | Днепр-Могилёв     | Могилёв          | «Спартак» (7350)         | Игорь Чумаченко     | Антон Шепелев       |
| Сергея Алейникова | Днепр             | Рогачёв          | ДЮСШ-1 (7000)            | Юрий Мельников      | Ярослав Шкурко      |
| Сергея Алейникова | Жлобин            | Жлобин           | «Локомотив» (2400)       | Владимир Благодаров | Андрей Васильков    |
| Сергея Алейникова | Осиповичи         | Осиповичи        | «Юность» (2500)          | Игорь Слесарчук     | Александр Емельянов |
| Сергея Алейникова | Полоцк-2019       | Полоцк           | «Спартак» (5000)         | Сергей Смоляков     | Владимир Белоус     |
| Сергея Алейникова | СМИавтотранс      | пос. Октябрьский | ФОК (400)                | Сергей Давидович    | Владимир Смольский  |
| Сергея Алейникова | Шахтёр            | Петриков         | «Припять» (800)          | Сергей Никифоренко  | Владимир Старостин  |
| Сергея Алейникова | Энергетик-БГАТУ   | Минск            | БГАТУ (781)              | Артур Мартинчик     | Дмитрий Садовский   |

### Иностранные игроки
Из статуса легионера были выведены футболисты, которые постоянно проживали в Беларуси и выступали здесь на протяжении трёх лет до достижения 25-летнего возраста. Ранее исполком АБФФ принял решение не считать россиян, а также иностранных студентов белорусских ВУЗов легионерами в чемпионате страны.
| Клуб            | Игрок 1         | Игрок 2           | Игрок 3          | Игрок 4       |
| --------------- | --------------- | ----------------- | ---------------- | ------------- |
| БГУ             | Шохрат Аржанов  |                   |                  |               |
| Днепр           | Ярослав Шкурко  | Айдын Аннагелдиев | Александр Ерохов | Вепа Жумаев   |
| Ивацевичи       | Александр Пузач |                   |                  |               |
| Молодечно-2018  | Дмитрий Серёгин | Кардона Дембеле   |                  |               |
| Осиповичи       | Дмитрий Хижняк  |                   |                  |               |
| Полоцк-2019     | Кристел Амарис  | Стивен Димина     | Элвис Мукуди     | Мустафа Усман |
| СМИавтотранс    | Евгений Комлик  |                   |                  |               |
| Шахтёр          | Артём Телепов   | Алим Макоев       |                  |               |
| Энергетик-БГАТУ | Сергей Киндеев  | Акроман Куамэ     | Родольф Тикура   |               |

## Первый этап

### Группа «А» (Дивизион Эдуарда Малофеева)
| М  | Команда                      | И  | В  | Н | П  | Мячи    | ±   | О  | Примечания             |
| -- | ---------------------------- | -- | -- | - | -- | ------- | --- | -- | ---------------------- |
| 1  | Молодечно-2018               | 20 | 15 | 3 | 2  | 59 − 18 | +41 | 48 | Выход в финальный этап |
| 2  | Барановичи                   | 20 | 14 | 2 | 4  | 74 − 24 | +50 | 44 | Выход в финальный этап |
| 3  | Стэнлес (Пинск)              | 20 | 13 | 4 | 3  | 61 − 24 | +37 | 43 | Выход в финальный этап |
| 4  | Динамо-Брест-1960 (Малорита) | 20 | 13 | 2 | 5  | 71 − 29 | +42 | 41 |                        |
| 5  | Островец                     | 20 | 11 | 2 | 7  | 48 − 25 | +23 | 35 |                        |
| 6  | Мелиоратор (Житковичи)       | 20 | 11 | 2 | 7  | 43 − 29 | +14 | 35 |                        |
| 7  | Ивацевичи                    | 20 | 8  | 2 | 10 | 42 − 52 | −10 | 26 |                        |
| 8  | БГУ (Минск)                  | 20 | 4  | 3 | 13 | 35 − 45 | −10 | 15 |                        |
| 9  | Первый регион (Ковердяки)    | 20 | 4  | 2 | 14 | 17 − 78 | −61 | 14 |                        |
| 10 | Кронон (Столбцы)             | 20 | 2  | 6 | 12 | 22 − 65 | −43 | 12 |                        |
| 11 | Чайка (Зельва)               | 20 | 0  | 2 | 18 | 12 − 95 | −83 | 2  |                        |

И — игры, В — выигрыши, Н — ничьи, П — проигрыши, Мячи — забитые и пропущенные голы, ± — разница голов, О — очки

### Группа «Б» (Дивизион Сергея Алейникова)
| М  | Команда                           | И  | В  | Н | П  | Мячи    | ±   | О  | Примечания             |
| -- | --------------------------------- | -- | -- | - | -- | ------- | --- | -- | ---------------------- |
| 1  | Днепр-Могилёв                     | 20 | 19 | 0 | 1  | 105 − 9 | +96 | 57 | Выход в финальный этап |
| 2  | Шахтёр (Петриков)                 | 20 | 16 | 1 | 3  | 80 − 16 | +64 | 49 | Выход в финальный этап |
| 3  | Осиповичи                         | 20 | 12 | 1 | 7  | 44 − 35 | +9  | 37 | Выход в финальный этап |
| 4  | Горки                             | 20 | 10 | 5 | 5  | 35 − 21 | +14 | 35 |                        |
| 5  | Виктория (Марьина Горка)          | 20 | 9  | 4 | 7  | 43 − 37 | +6  | 31 |                        |
| 6  | Днепр (Рогачёв)                   | 20 | 9  | 3 | 8  | 46 − 45 | +1  | 30 |                        |
| 7  | СМИавтотранс (Смолевичский район) | 20 | 8  | 2 | 10 | 45 − 53 | −8  | 26 |                        |
| 8  | Бумпром (Гомель)                  | 20 | 7  | 3 | 10 | 29 − 51 | −22 | 24 |                        |
| 9  | Полоцк-2019                       | 20 | 4  | 1 | 15 | 27 − 78 | −51 | 13 |                        |
| 10 | Энергетик-БГАТУ (Минск)           | 20 | 2  | 3 | 15 | 28 − 59 | −31 | 9  |                        |
| 11 | Жлобин                            | 20 | 2  | 1 | 17 | 14 − 92 | −78 | 7  |                        |

И — игры, В — выигрыши, Н — ничьи, П — проигрыши, Мячи — забитые и пропущенные голы, ± — разница голов, О — очки

## Статистика первого этапа

### Бомбардиры
| Место | Игрок              | Клуб              | Голы |
| ----- | ------------------ | ----------------- | ---- |
| 1     | Дмитрий Хлебосолов | Барановичи        | 23   |
| 2     | Виталий Рушницкий  | Стэнлес           | 21   |
| 3     | Павел Пампуха      | Динамо-Брест-1960 | 16   |
| 4     | Виктор Завадич     | БГУ               | 15   |
| 5     | Сергей Головчик    | Динамо-Брест-1960 | 12   |
| 5     | Дмитрий Федорцов   | Динамо-Брест-1960 | 12   |

| Место | Игрок            | Клуб          | Голы |
| ----- | ---------------- | ------------- | ---- |
| 1     | Кирилл Сидоренко | Днепр-Могилёв | 36   |
| 2     | Алексей Ходневич | Шахтёр        | 27   |
| 3     | Александр Минко  | СМИавтотранс  | 20   |
| 4     | Красимир Капов   | Днепр-Могилёв | 19   |
| 5     | Игорь Монич      | Шахтёр        | 13   |

### Ассистенты
| Место | Игрок             | Клуб              | ГП |
| ----- | ----------------- | ----------------- | -- |
| 1     | Сергей Новик      | Барановичи        | 15 |
| 2     | Виталий Рушницкий | Стэнлес           | 9  |
| 2     | Владислав Дыбин   | Динамо-Брест-1960 | 9  |
| 2     | Дмитрий Федорцов  | Динамо-Брест-1960 | 9  |
| 2     | Кирилл Полховский | Динамо-Брест-1960 | 9  |

| Место | Игрок             | Клуб          | ГП |
| ----- | ----------------- | ------------- | -- |
| 1     | Виталий Ганич     | Шахтёр        | 13 |
| 1     | Красимир Капов    | Днепр-Могилёв | 13 |
| 3     | Владимир Харланов | Шахтёр        | 12 |
| 3     | Роман Дурко       | СМИавтотранс  | 12 |
| 3     | Илья Казловский   | СМИавтотранс  | 12 |

## Финальный этап
Команды дивизиона Э. Малофеева, занявшие места с 1-го по 3-е по итогам группового этапа, сыграли с командами дивизиона С. Алейникова, занявшими места с 1-го по 3-е по итогам группового этапа, по принципу «каждый с каждым» в 2 круга (на своём и чужом полях), разыграв итоговые места с 1-го по 6-е. При этом набранные на групповом этапе очки в играх между данными командами сохранялись в финальном этапе.

### Стартовая таблица
| М | Команда           | И | В | Н | П | Мячи   | ±  | О  |
| - | ----------------- | - | - | - | - | ------ | -- | -- |
| 1 | Днепр-Могилёв     | 4 | 4 | 0 | 0 | 9 − 1  | +8 | 12 |
| 2 | Молодечно-2018    | 4 | 2 | 1 | 1 | 6 − 5  | +1 | 7  |
| 3 | Барановичи        | 4 | 1 | 2 | 1 | 4 − 4  | 0  | 5  |
| 4 | Шахтёр (Петриков) | 4 | 1 | 0 | 3 | 6 − 6  | 0  | 3  |
| 5 | Стэнлес (Пинск)   | 4 | 0 | 3 | 1 | 5 − 6  | −1 | 3  |
| 6 | Осиповичи         | 4 | 1 | 0 | 3 | 2 − 10 | −8 | 3  |

И — игры, В — выигрыши, Н — ничьи, П — проигрыши, Мячи — забитые и пропущенные голы, ± — разница голов, О — очки

### Итоговая таблица
| М | Команда           | И  | В | Н | П | Мячи    | ±   | О  | Примечания                              |
| - | ----------------- | -- | - | - | - | ------- | --- | -- | --------------------------------------- |
| 1 | Днепр-Могилёв     | 10 | 9 | 1 | 0 | 25 − 3  | +22 | 28 | Выход в Первую лигу                     |
| 2 | Шахтёр (Петриков) | 10 | 6 | 1 | 3 | 24 − 10 | +14 | 19 | Выход в Первую лигу                     |
| 3 | Молодечно-2018    | 10 | 4 | 1 | 5 | 15 − 20 | −5  | 13 | Переходные матчи за место в Первой лиге |
| 4 | Барановичи        | 10 | 2 | 4 | 4 | 14 − 23 | −9  | 10 | Выход в Первую лигу                     |
| 5 | Осиповичи         | 10 | 3 | 0 | 7 | 14 − 27 | −13 | 9  |                                         |
| 6 | Стэнлес (Пинск)   | 10 | 1 | 3 | 6 | 9 − 18  | −9  | 6  |                                         |

И — игры, В — выигрыши, Н — ничьи, П — проигрыши, Мячи — забитые и пропущенные голы, ± — разница голов, О — очки

Примечание. ФК «Молодечно-2018», несмотря на поражение в переходных матчах, вышел в Первую лигу благодаря освободившимся вакансиям (сразу несколько команд прекратили своё существование). По этой же причине вышел в Первую лигу ФК «Барановичи».
Команды обоих дивизионов, занявшие места с 4-го и ниже по итогам группового этапа, сыграли между собой по 2 стыковых матча, в которых определили итоговые места.

### За 7-8-е места
| Команда 1                    | Итог | Команда 2 | 1-й матч | 2-й матч |
| ---------------------------- | ---- | --------- | -------- | -------- |
| Динамо-Брест-1960 (Малорита) | 7:2  | Горки     | 6:0      | 1:2      |

### За 9-10-е места
| Команда 1 | Итог | Команда 2                | 1-й матч | 2-й матч |
| --------- | ---- | ------------------------ | -------- | -------- |
| Островец  | 12:4 | Виктория (Марьина Горка) | 5:0      | 7:4      |

### За 11-12-е места
| Команда 1              | Итог | Команда 2       | 1-й матч | 2-й матч |
| ---------------------- | ---- | --------------- | -------- | -------- |
| Мелиоратор (Житковичи) | 3:5  | Днепр (Рогачёв) | 2:2      | 1:3      |

### За 13-14-е места
| Команда 1 | Итог | Команда 2                         | 1-й матч | 2-й матч |
| --------- | ---- | --------------------------------- | -------- | -------- |
| Ивацевичи | 9:8  | СМИавтотранс (Смолевичский район) | 6:4      | 3:4      |

### За 15-16-е места
| Команда 1   | Итог | Команда 2        | 1-й матч | 2-й матч |
| ----------- | ---- | ---------------- | -------- | -------- |
| БГУ (Минск) | 3:2  | Бумпром (Гомель) | 2:1      | 1:1      |

### За 17-18-е места
| Команда 1                 | Итог | Команда 2   | 1-й матч | 2-й матч |
| ------------------------- | ---- | ----------- | -------- | -------- |
| Первый регион (Ковердяки) | 0:6  | Полоцк-2019 | 0:3*     | 0:3*     |

* «Первый регион» снялся с первенства.

### За 19-20-е места
| Команда 1        | Итог | Команда 2               | 1-й матч | 2-й матч |
| ---------------- | ---- | ----------------------- | -------- | -------- |
| Кронон (Столбцы) | 4:3  | Энергетик-БГАТУ (Минск) | 3:1      | 1:2      |

### За 21-22-е места
| Команда 1      | Итог | Команда 2 | 1-й матч | 2-й матч |
| -------------- | ---- | --------- | -------- | -------- |
| Чайка (Зельва) | 5:3  | Жлобин    | 3:0*     | 2:3      |

* ФК «Жлобин» не явился на матч.

## Статистика сезона
| Место | Игрок              | Клуб          | Голы |
| ----- | ------------------ | ------------- | ---- |
| 1     | Кирилл Сидоренко   | Днепр-Могилёв | 36   |
| 2     | Алексей Ходневич   | Шахтёр        | 28   |
| 3     | Александр Минко    | СМИавтотранс  | 23   |
| 3     | Дмитрий Хлебосолов | Барановичи    | 23   |
| 5     | Виталий Рушницкий  | Стэнлес       | 21   |

| Место | Игрок             | Клуб          | ГП |
| ----- | ----------------- | ------------- | -- |
| 1     | Сергей Новик      | Барановичи    | 15 |
| 2     | Виталий Ганич     | Шахтёр        | 13 |
| 2     | Красимир Капов    | Днепр-Могилёв | 13 |
| 2     | Илья Казловский   | СМИавтотранс  | 13 |
| 5     | Владимир Харланов | Шахтёр        | 12 |